# 海野厚
海野 厚（うんの あつし、1896年8月12日 - 1925年5月20日）は、童謡作家、俳人。本名は厚一（こういち）。俳号は長頸子（ちょうけいし）。

## 人物
静岡県安倍郡豊田村曲金（現：静岡市駿河区曲金二丁目）の出身。生家は大地主だったが、後に没落。
旧制静岡中学卒業後、早稲田大学に入学。童話雑誌「赤い鳥」に投稿した作品が北原白秋に認められ童謡作家となる。俳句同人誌「曲水」にも参加。中山晋平らとともに「子供達の歌」を出版。雑誌「海国少年」の編集長も務めた。結核のため28歳で死去したため作品数は多くない。没後は西豊田小学校に隣接する法蔵禅寺に葬られ、墓石が存在する。
彼の母校である静岡市立西豊田小学校には「背くらべ」の歌碑が建てられている。また西豊田小学校すぐ南側の南幹線(カネボウ通り)沿いにある和菓子店の一角には、「海野厚生家跡」の石碑が建てられていた。しかし2012年に同店が閉店したため、2017年現在は企業敷地となっており現存しない。

## 作品
- 「赤い橇」（作曲：小田島樹人）
- 「秋の夜」（作曲：小田島樹人）
- 「後の鬼が島」（作曲：外山國彦）
- 「おもちゃのマーチ」（作曲：小田島樹人）
- 「からくり」（作曲：中山晋平）
- 「岐阜提灯」（作曲：小田島樹人）
- 「郷愁」（作曲：ヘンリー・ローリー・ビショップ）-「埴生の宿」と同曲。
- 「信号燈」（作曲：本居長世）
- 「雀踊り」（作曲：中山晋平）
- 「雀たづねて」（作曲：中山晋平）
- 「背くらべ」[注 2]（作曲：中山晋平）
- 「早春」（ドイツ民謡）-「霞か雲か」と同曲。
- 「月夜の畑」（作曲：中山晋平）
- 「七色鉛筆」（作曲：外山國彦）
- 「ひなまつり」（作曲：中山晋平）-　同じ詞に2つの曲がつけられた。
- 「ひなまつり」（作曲：三宅延齢）-　同じ詞に2つの曲がつけられた。
- 「向日葵」（作曲：中山晋平）
- 「港の灯」（作曲：小田島樹人）
- 「山は夕焼」（作曲：小田島樹人）
- 「露地の細路」（作曲：中山晋平）